# Diosdado Lozano
Diosdado Lozano Idjabe (ur. 10 czerwca 1964) – lekkoatleta z Gwinei Równikowej, specjalizujący się w biegu na 1500 metrów, olimpijczyk.
Jego jedyną, znaczącą, międzynarodową imprezą były w 1984 r., letnie igrzyska olimpijskie w amerykańskim Los Angeles. Jednocześnie był to olimpijski debiut reprezentacji Gwinei Równikowej. Lozano wziął udział w jednej konkurencji: biegu na 1500 metrów. Wystartował w 6. biegu eliminacyjnym, zajmując w nim ostatnie, 10. miejsce. Czasem 4:34,71 uzyskał najgorszy wynik eliminacji, przez co nie zdołał awansować do kolejnej fazy zawodów. Łącznie został sklasyfikowany na ostatnim, 54. miejscu. Jednocześnie był to jego najlepszy wynik w karierze na tym dystansie. 

## Osiągnięcia
| Rok  | Impreza              | Miejsce     | Konkurencja         | Lokata     | Wynik   |
| ---- | -------------------- | ----------- | ------------------- | ---------- | ------- |
| 1984 | Igrzyska olimpijskie | Los Angeles | bieg na 1500 metrów | eliminacje | 4:34,71 |

## Rekordy życiowe
- bieg na 1500 metrów – 4:34,71 (9 sierpnia 1984, Los Angeles).